# Книга пророка Осії
Книга пророка Осії — перша з дванадцяти книг малих пророків, згідно з традиційним розташуванням книг Старого Завіту. Вона була написана в кінці VII ст. до Р. Хр. Осія пророкував для Північного Царства Ізраїлю в останні роки його існування. Осія був єдиним пророком, який жив і проповідував у цей час у Північному Царстві. Бог доручив Осії говорити про розповсюджене відступництво і розбещеність у Північному Царстві і закликати своїх співгромадян до покаяння і повернення до Бога. Осії був подарований унікальний привілей — своїм власним життям продемонструвати вірну любов завіту, яку Бог має до Ізраїлю.

## Автор
Служіння Осії охоплює період близько 38 років (бл. 753 — 715 до Р. Хр.). Він був, скоріш за все, освіченою людиною, незалежно від того, чи займався він землеробством, чи був представником більш високих верств Ізраїлю.
Одруження Осії на блудниці Гомер було незвичною подією для біблійних часів (Ос. 1:2-3), і, звісно, дослідники і коментатори Біблії багато сперечались на цю тему. Скоріш за все, Гомер була усім відомою блудницею, на якій Осії було наказано одружитися, щоб продемонструвати відступництво Ізраїлю і вірну любов Бога, яка відображена у завіті.

## Автентичність
Навіть у найприскіпливіших критиків не викликає серйозних сумнівів теорія, згідно з якою книга дійсно написана однією людиною, і це — Осія. 